# Estadi Hiram Bithorn
L'estadi Hiram Bithorn és un estadi ubicat a San Juan, Puerto Rico, utilitzat principalment per a la pràctica de beisbol dissenyat per Pedro Miranda. És mantingut pel govern municipal d'aquesta ciutat i el seu nom honora al jugador porto-riqueny Hiram Bithorn qui va jugar amb els Chicago Cubs el 1942. Té una capacitat per a 18.264 espectadors. Va ser construït l'any 1962 sota el govern de Felisa Rincón de Gautier, i ha estat seu de diversos equips de l'illa i dels Estats Units, entre ells els Cangrejeros de Santurce, els Senadores de San Juan i els Mont-real Expos.